# 루다실롱스카

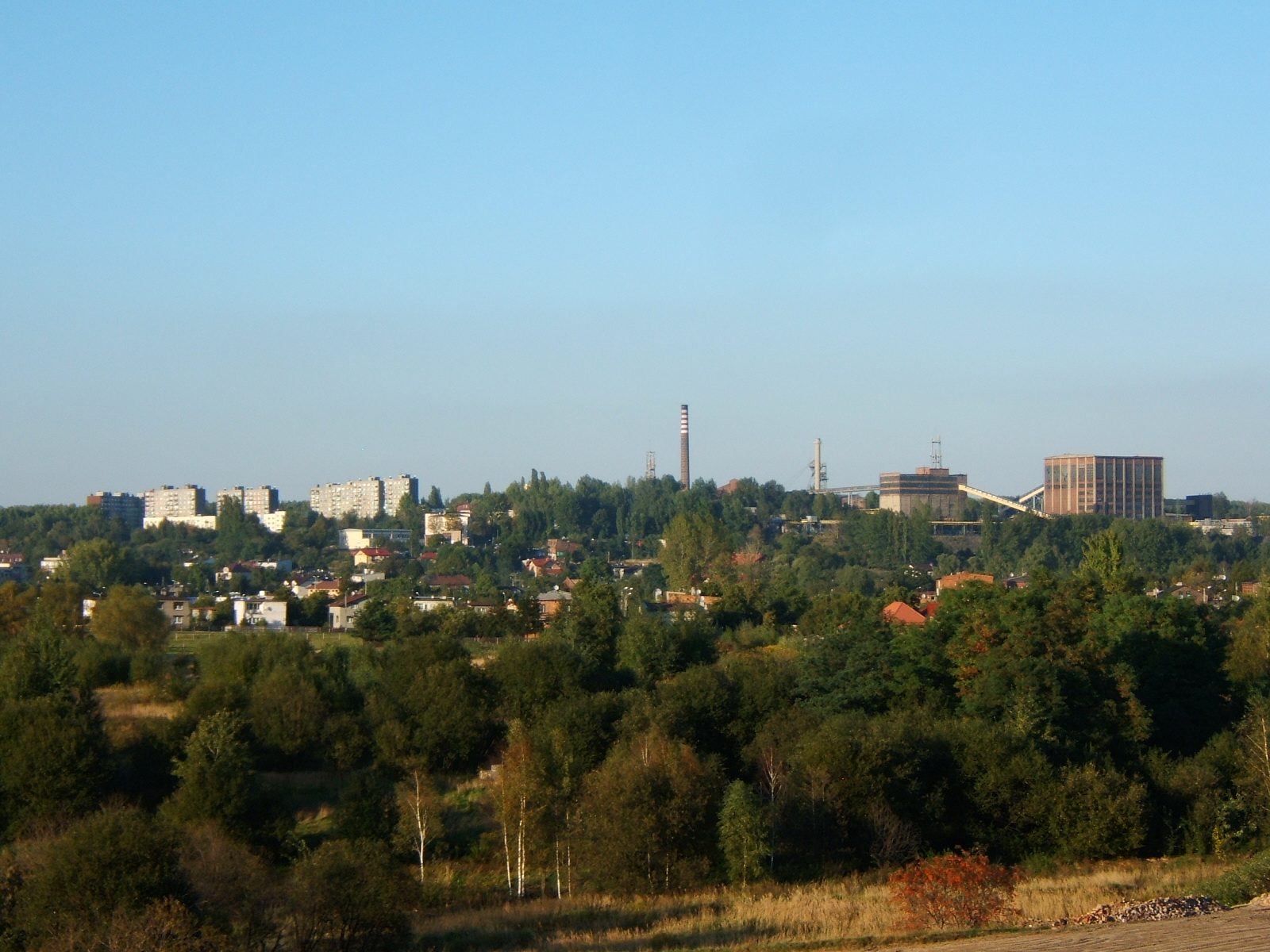
루다실롱스카

루다실롱스카(폴란드어: Ruda Śląska)는 폴란드 남부 실롱스크주에 위치한 도시로, 면적은 77.73 km2, 인구는 143,583명(2009년 기준), 인구 밀도는 1,800명/km2이다. 카토비체 인근에 위치하며 오데르강의 지류인 크워드니차 강과 접한다.

시기
시 문장